# Genova ostroma (1746)
Genova első ostromára az˙osztrák örökösödési háború alatt 1746-ban került sor, melynek során osztrák és szárd katonák valamint brit tengerészek megostromolták a Genovai Köztársaság fővárosát. Miután Spanyolország és Franciaország magára hagyta, a város megadta magát az osztrák csapatok vezérének, Botta d’Adornónak. Az osztrákok a szövetségeseik jóváhagyása nélkül kötötték meg a megadásról szóló egyezséget. Ez az eljárás felháborította a briteket és a szárdokat, olyannyira, hogy a George Townshend kapitány vezette brit flotta a szardíniai brit követ, Arthur Vilettes utasítására tiltakozásul egészen addig blokád alatt tartotta a kikötőt, míg Newcastle hercege Londonból annak feloldását el nem rendelte.

## Következmények
Az osztrák erők sok genovai lakossal rosszul bántak, ezzel kivívták a lakosság haragját. Miután a megszálló erőik nagy része eltávozott a városból a Provence elleni hadjáratra, 1746. december 7-én felkelés tört ki és elűzték a helyőrséget. A következő év során a város újabb ostroma már nem járt sikerrel.

## Fordítás
- Ez a szócikk részben vagy egészben  a   Siege of Genoa (1746) című angol Wikipédia-szócikk fordításán alapul.  Az eredeti cikk szerkesztőit annak laptörténete sorolja fel. Ez a jelzés csupán a megfogalmazás eredetét és a szerzői jogokat jelzi, nem szolgál a cikkben szereplő információk forrásmegjelöléseként.